# Gruyer
El gruyer es un queso suizo que recibe su nombre de Gruyère, el distrito del cantón de Friburgo donde se fabrica.

## Estatus
El verdadero queso originario se denomina Le Gruyère AOC para diferenciarse del resto de producciones (el Diccionario de la RAE admite como nombre genérico correcto en español el de gruyer, definiendo como tal un queso suave, de origen suizo, elaborado con leche de vaca y cuajo triturado. 
Fuera de Suiza, durante mucho tiempo el término «Gruyère» era genérico y designaba tanto al queso suizo como a cualquier queso producido en Francia bajo el nombre de Gruyère.[cita requerida] Esto incluía al emmental (de ahí la expresión tener más agujeros que un queso de gruyer, que en realidad se refiere al emmental). Hoy se habla de quesos de la familia del Gruyère, en la cual están englobados los quesos comté, beaufort y jura.
A partir del 26 de julio de 2001 este queso se beneficia de la Certificación de Origen (AOC) de Suiza. Su zona de producción se extiende por los territorios de los cantones suizos de: Friburgo, Neuchâtel, Vaud, Jura y Berna.
Un proyecto de protección de origen para el gruyer francés se encuentra en desarrollo. No obstante, el gruyer francés deberá diferenciarse de su par helvético: será un poco más grande, más grueso y tendrá agujeros.

## Descripción

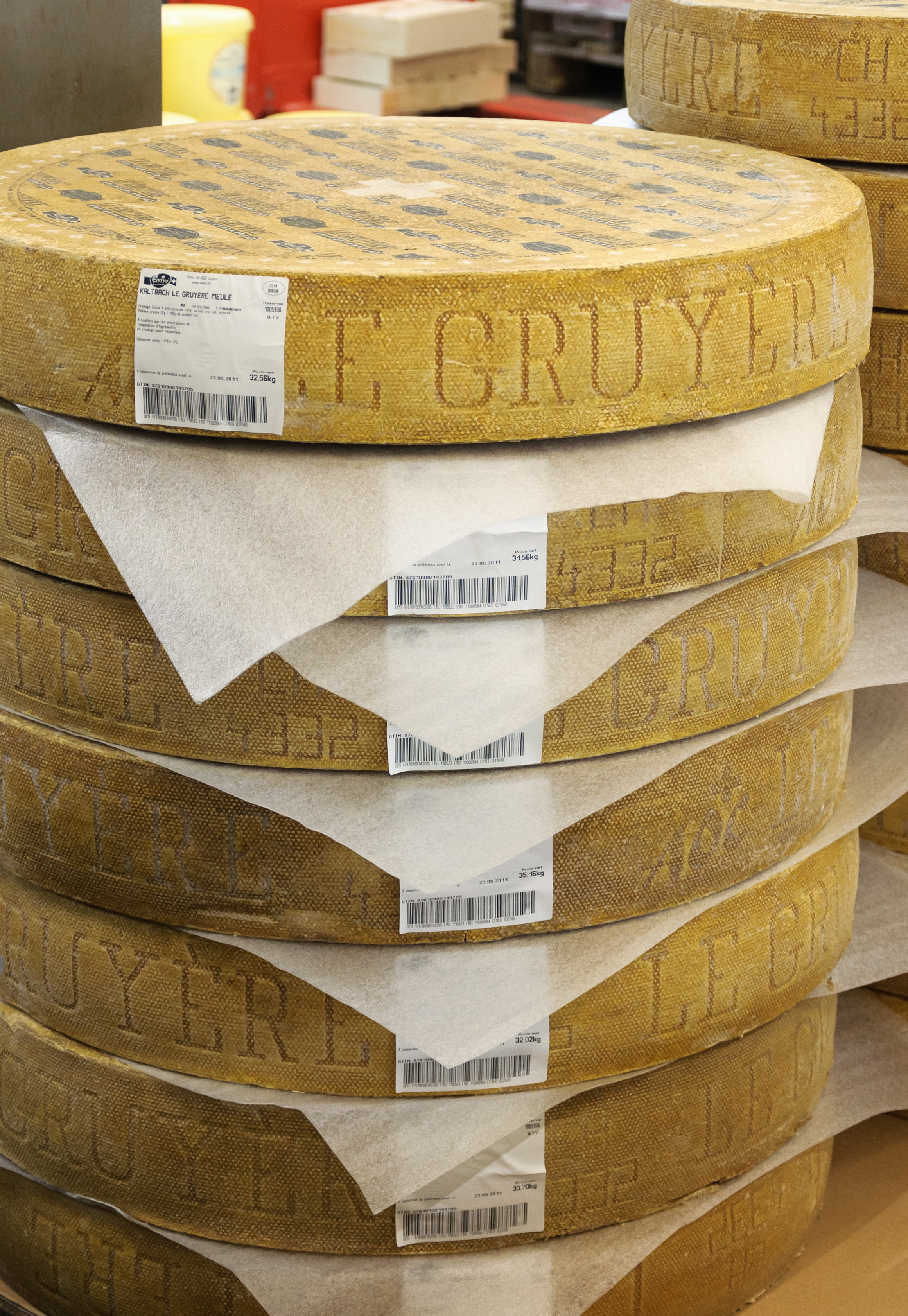
Ruedas de gruyer en un mercado mayorista.

Es un queso hecho a base de leche de vaca entera, de pasta prensada y cocida. Su rueda tiene una forma redonda y presenta una corteza granulada, uniformemente parduzca. El formato debe ser normal y bien proporcionado. El talón de la rueda debe ser levemente convexo. Sus dimensiones deben ser: altura, de 9,5 a 12 cm (de 8 a 13 en la legislación española); diámetro, de 55 a 65 cm (40-65 cm en la legislación española), para un peso de 25 a 40 kg (peso mínimo de 20 kg en la legislación española). También puede tener forma prismática.
La corteza tiene consistencia dura, un aspecto grasiento y color amarillo dorado a pardo. La pasta se puede cortar fácilmente y presenta un color marfil a amarillo claro. Es un queso en el que  Normalmente no presenta agujeros, pero pueden aparecer ojos redondos en número variable distribuidos regularmente y con un diámetro de medio a un centímetro.
Contrariamente al emmental, durante la maduración se mantiene húmedo con agua salada para acelerar el proceso.
Se necesitan aproximadamente 400 litros de leche para hacer una rueda de 35 kg. El queso se madura durante un período de 5 a 12 meses. Durante la refinación, las ruedas son volteadas y frotadas con salmuera. 
Su sabor y aroma es más o menos picante. El queso está listo para el consumo cuando tiene un mínimo de ochenta días de maduración a partir de su fabricación. Normalmente el queso gruyer deberá conservar sus características a una temperatura de 15 °C durante un mes por lo menos, a partir del momento en que está listo para el consumo.